# 萊爾瑟姆

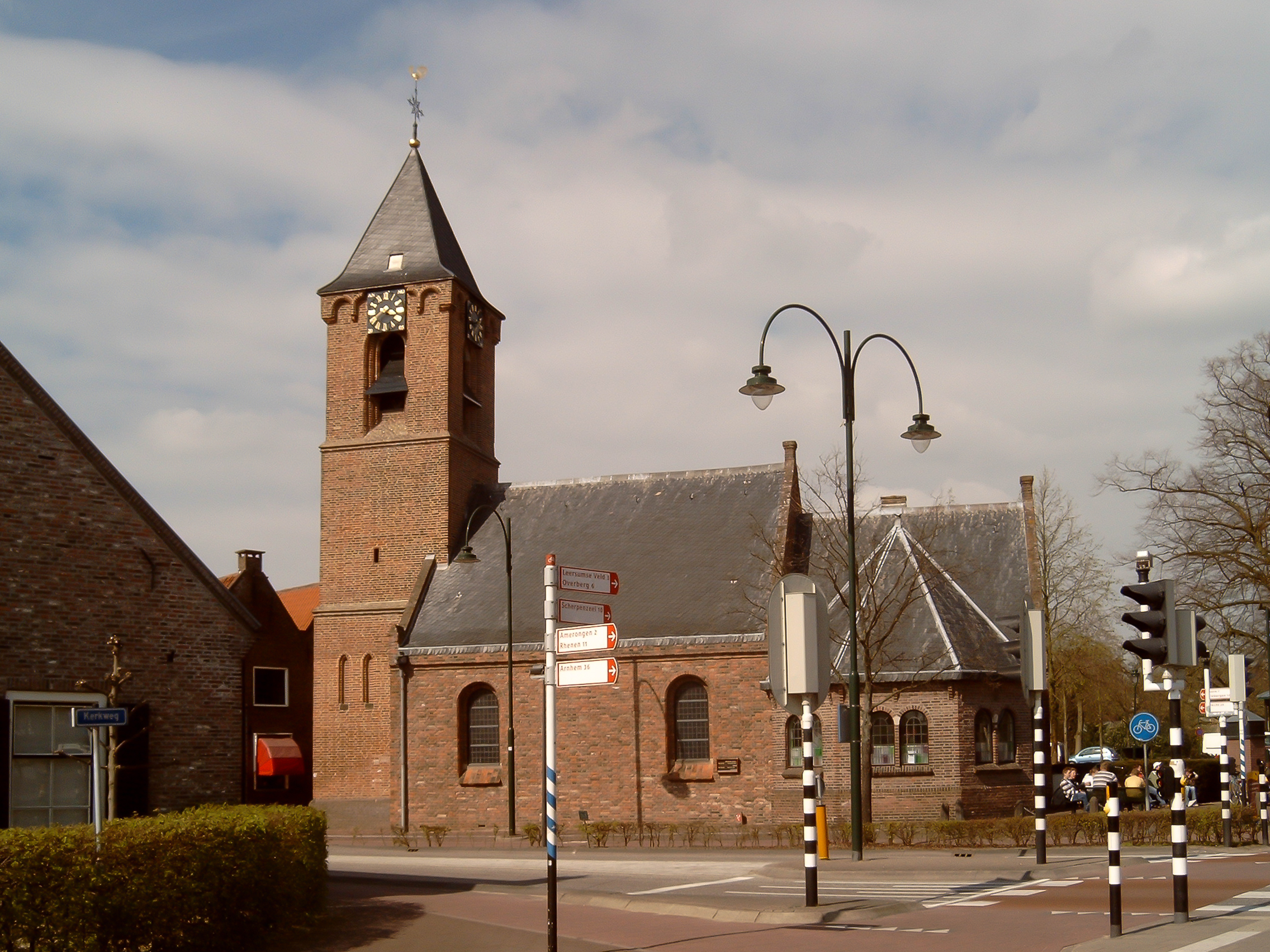

萊爾瑟姆（荷兰语：Leersum）是荷蘭的一个村庄和旧市镇，位於該國中部，由烏德勒支省負責管轄，距離費嫩達爾9公里，建成區面積1.44平方公里，建於1650年的城堡在1906年大火後重建，2008年人口7,575。
2006年1月1日，莱尔瑟姆与多伦、德里贝亨-赖森堡（Driebergen-Rijsenburg）、 阿默龙恩和马伦（Maarn）合并为新市镇“乌得勒支赫弗尔吕赫”（Driebergen-Rijsenburg）。